# Funkaso
Le funkaso, finkaso, punkaso ou pinkaso est une préparation principalement consommée dans les populations de culture haoussa, au Nigéria, au Niger ou encore au Ghana. Il s'agit d'un beignet préparé à partir de farine (généralement de millet), de beurre et de sucre. Il est servi soit en accompagnement d'un repas principal, soit en collation avec du miel ou du chutney.